# Guembelia ovalis
Guembelia ovalis là một loài Rêu trong họ Grimmiaceae. Loài này được (Hedw.) Müll. Hal. mô tả khoa học đầu tiên năm 1849.